# Thiodia anatoliana
Thiodia anatoliana är en fjärilsart som beskrevs av Julius Thomas von Kennel 1918. Thiodia anatoliana ingår i släktet Thiodia och familjen vecklare. Inga underarter finns listade i Catalogue of Life.